# IC 4709
IC 4709 је спирална галаксија у сазвјежђу Телескоп која се налази на листи објеката дубоког неба у Индекс каталогу.
Деклинација објекта је - 56° 22' 7" а ректасцензија 18h 24m 19,4s. Привидна величина (магнитуда) објекта IC 4709 износи 13,6 а фотографска магнитуда 14,4. IC 4709 је још познат и под ознакама ESO 182-14, IRAS 18200-5623, PGC 61835.